# Douglas McKie
Douglas McKie (* 15. Juli 1896 bei Tradegar, Monmouthshire; † 28. August 1967 in London) war ein britischer Chemiker und Chemiehistoriker.

## Leben und Wirken
McKie wollte zunächst wie sein Vater zum Militär und besuchte ab 1916 das Royal Military College in Sandhurst. Danach war er anderthalb Jahre im Ersten Weltkrieg in Frankreich als Leutnant bei den South Wales Borderers und wurde bei Passendale im Juli 1917 schwer verwundet, kehrte dann aber zum Militär zurück, unter anderem als Teil der Besatzungskräfte in Deutschland. 1920 verließ er das Militär wegen seiner Verwundung und begann ein Chemiestudium am University College London mit dem Bachelor-Abschluss 1923. Er studierte unter F. G. Donnan Absorption von Gasen auf Festkörpern und wurde 1927 promoviert.
Schon vorher hatte er aber bei Abraham Wolf seine Neigung zur Chemiegeschichte entdeckt. 1934 verließ er die Chemiefakultät und wurde Lecturer für Wissenschaftsgeschichte (die Fakultät entstand offiziell 1936 am University College). Im Zweiten Weltkrieg lehrte er wieder Chemie am University College of South Wales in Bangor. 1945 kehrte er als Reader für Wissenschaftsgeschichte an das University College London zurück. 1957 wurde er dort als Nachfolger von Herbert Dingle Professor und 1964 wurde er emeritiert.
Er befasste sich besonders mit Antoine Laurent de Lavoisier, über den er zwei Biographien schrieb. Er gab für die Academie des Sciences in Paris die Korrespondenz von Lavoisier heraus und katalogisierte die chemischen Apparate von Lavoisier im Besitz der Comtesse de Chazelles. Außerdem befasste er sich unter anderem mit Joseph Black, Robert Boyle, der Geschichte der Royal Society, Joseph Priestley und der Phlogiston-Theorie.
McKie war 1936 einer der Gründer und Herausgeber der Annals of Science. Er war einer der Gründer der Society for the History of Alchemy and Chemistry und von 1959 bis 1967 deren Präsident sowie einer der Gründer der British Society for the History of Science. Ferner war er Fellow der Chemical Society of London und der Royal Society of Arts. 1958 wurde er Fellow der Royal Society of Edinburgh.

## Ehrungen
1963 erhielt er den Dexter Award. Er war Ritter der Ehrenlegion. 1936 wurde er Ehrendoktor (Sc.D.) der Universität London.

## Schriften (Auswahl)
- Antoine Lavoisier, the Father of Modern Chemistry. Victor Gollancz, London 1935 (Digitalisat).
- The Discovery of Specific and Latent Heat. 1935 – mit N. H. de. V. Heathcote.
- Historical studies on Phlogiston Theory. 4 Teile, Annals of Science, 1937 bis 1939 – mit J. R. Partington
- Antoine Lavoisier, Scientist, Economist, Social Reformer. 1952.
- The origins and foundation of the Royal Society of London. In: Notes and Records. Band 15, 1960, S. 1–37 (doi:10.1098/rsnr.1960.0001).
- Thomas Cochrane’s Notes from Doctor Black’s Lectures on Chemistry 1767–1768. 1966.